# Betty Everett

Everetts größter Soloerfolg:
The Shoop Shoop Song

Betty Everett (* 23. November 1939 in Greenwood (Mississippi); † 19. August 2001 in Beloit (Wisconsin)) war eine afroamerikanische Soulsängerin, die in den 1960er und 1970er Jahren erfolgreich war.

## Biografie
Betty Everett wuchs in Greenwood, Mississippi, auf und sang schon als Kind in einem Gospelchor. Mit neun Jahren begann sie eine Ausbildung zur Pianistin. Nachdem sie 1957 nach Chicago umgesiedelt war, wandte sie sich dem säkularen Gesang zu. Im gleichen Jahr erhielt sie bei dem Chicagoer Label Cobra Records einen Schallplattenvertrag und veröffentlichte ihre erste Singleschallplatte mit den Titeln My Life Depends on You / My Love. Obwohl sie bis 1963 mehrfach zu anderen regionalen Plattenfirmen wechselte (1960 C. J., 1962 Renee, 1963 One-derfool) blieben ihre veröffentlichten Platten erfolglos.
Erst mit dem Wechsel zur US-weit operierenden Plattenfirma Vee-Jay im Jahr 1963 stellten sich Erfolge ein. Schon die zweite Vee-Jay-Platte mit dem Titel You’re No Good zog in die US-Charts ein. Bei den Billboard Hot 100 stieg der Titel bis zum Platz 51 auf, wesentlich erfolgreicher war er in den Rhythm-and-Blues-Charts mit Rang 5. Everetts größter Soloerfolg war der Shoop Shoop Song, der im Februar 1964 veröffentlicht wurde. Er wurde zur Nummer 1 in den R&B-Charts und erreichte bei den Hot 100 Platz 6. Die besten Platzierungen erreichte Betty Everett im Duett mit Jerry Butler und dem Titel Let It Be Me. Dieser erreichte ebenfalls den Spitzenplatz bei Rhythm and Blues und bei den Hot 100 Rang 5. Ihren einzigen internationalen Erfolg hatte sie mit dem Titel Getting Mighty Crowded, der auch in Großbritannien in die Charts kam. New Musical Express notierte ihn als beste Notierung im Februar 1965 auf Platz 20. Die Zusammenarbeit mit Vee-Jay dauert bis 1965, und Everett konnte in dieser Zeit noch weitere zwei Titel in die Hitlisten bringen (I Can’t Hear You, Getting Mighty Crowded).
Nachdem die letzten drei Vee-Jay-Singles gefloppt hatten, wechselte Everett zu ABC Records, hatte aber auch dort mit ihren Plattenproduktionen keine neuen Erfolge. 1969 erfolgte der Wechsel zu UNI Records und damit die Rückkehr in die Erfolgsspur. Bereits der erste veröffentlichte Titel There’ll Come a Time schnellte in den R&B-Charts auf den 2. Platz und fand auch mit Rang 26 eine gute Notierung bei den Hot 100. Bei den UNI Records-Singles lag der Erfolgsschwerpunkt eindeutig auf dem R&B-Sektor, bis 1970 konnten sich weitere drei UNI-Titel in den Rhythm and Blues Top 50 platzieren. 1974 schloss Everett einen Vierjahresvertrag bei der Plattenfirma Fantasy Records ab. Dort hatte sie mit I Got to Tell Somebody, Ain’t Nothing Gonne Change Me und Sweet Dan drei weitere R&B-Erfolge. Letzterer Titel war Everetts letzter Top-50-Erfolg. 1978 hatte sie mit dem bei United Artists veröffentlichten Song True Love ihre letzte Chartnotierung (R&B, Platz 78).
1964 und 1991 wurde Betty Everett mit dem BMI Pop Awards ausgezeichnet, ebenfalls 1964 erhielt sie den BMI R&B Award. 1994 wurde ihr von der Rhythm and Blues Foundation der Pioneer Awards verliehen. In den 1990er Jahren trat sie mehrfach in Fernseh- und Radioshows auf, im Jahr 2000 trat sie zusammen mit ihrem früheren Duettpartner Jerry Butler in der PBS-Show Doo Wop 51 auf. In ihren letzten Lebensjahren wohnte sie zusammen mit ihrer Schwester in Beloit, Wisconsin. Dort starb sie 2001 im Alter von 61 Jahren.

## US Top-50-Erfolge
| Jahr | Titel                         | Hot 100 | R&B |
| ---- | ----------------------------- | ------- | --- |
| 1963 | You’re No Good                | 51.     | 05. |
| 1964 | The Shoop Shoop Song          | 06.     | 01. |
| 1964 | I Can’t Hear You              | 66.     | 39. |
| 1964 | Let It Be Me (& Jerry Butler) | 5.      | 1.  |
| 1964 | Getting Mighty Crowded        | 65.     | 28. |
| 1969 | There’ll Come a Time          | 26.     | 02. |
| 1969 | I Can’t Say No to You         | 93.     | 29. |
| 1969 | It’s Been a Long Time         | 96.     | 17. |
| 1970 | Unlucky Girl                  |         | 46. |
| 1970 | I Got to Tell Somebody        | 96.     | 22. |
| 1971 | Ain’t Nothing Gonne Change Me |         | 32. |
| 1974 | Sweet Dan                     |         | 38. |

## Diskografie

### US-Singles
| Titel                                                         | Katalog-Nr.    | Jahr |
| ------------------------------------------------------------- | -------------- | ---- |
|                                                               | Cobra          |      |
| My Life Depends on You / My Love                              | 5019           | 1957 |
| Ain’t Gonna Cry / Killer Diller                               | 5024           |      |
| I’ll Weep No More / Tell Me Darling                           | 5031           |      |
|                                                               | C. J.          |      |
| Why Did You Have to Go / Please Come Back (& The Daylighters) | 611            | 1960 |
| Happy I Long to Be / Your Loving Arms                         | 619            | 1961 |
|                                                               | One-derful     |      |
| Your Love is Important to Me / I’ve Got a Claim on You        | 4806           | 1963 |
| Please Love Me / I’ll Be There                                | 4823           | 1964 |
|                                                               | Vee-Jay        |      |
| Prince of Players / By My Side                                | 513            | 1963 |
| You’re No Good / Chained to Your Love                         | 566            | 1963 |
| The Shoop Shoop Song / Hands Off                              | 585            | 1964 |
| I Can’t Hear You / Can I Get to Know You                      | 599            | 1964 |
| It Hurts to Be in Love / Until You Were Gone                  | 610            | 1964 |
| Let It Be Me / Ain’t That Loving You Baby (& Jerry Butler)    | 613            | 1964 |
| Getting Mighty Crowded / Chained to a Memory                  | 628            | 1964 |
| The Real Thing / Gonna Be Ready                               | 683            | 1964 |
| Too Hot to Hold / I Don’t Hurt Anymore                        | 699            | 1964 |
| Trouble Over the Weekend / The Shoe Don’t Fit                 | 716            | 1965 |
|                                                               | ABC            |      |
| In Your Arms / Nothing I Wouldn’t Do                          | 10829          | 1966 |
| Bye Bye Baby / Your Love is Important to Me                   | 10861          | 1966 |
| Love Comes Tumbling Down / People Around Me                   | 10919          | 1967 |
| My Baby’s Loving My Best Friend / I Can’t Say                 | 10978          | 1967 |
|                                                               | UNI            |      |
| There’ll Come a Time / Take Me                                | 55100          | 1969 |
| Better Tomorrow Than Today / I Can’t Say No to You            | 55122          | 1969 |
| 1900 Yesterday / Maybe                                        | 55141          | 1969 |
| Been a Long Time / Just a Man’s Way                           | 55174          | 1969 |
| Sugar / Just Another Winter                                   | 55189          | 1970 |
| Unlucky Girl / Better Tomorrow Than Today                     | 55219          | 1970 |
|                                                               | Eric           |      |
| Smile / Let It Be Me (& Jerry Butler)                         | 169            |      |
| The Shoop Shoop Song / You’re No Good                         | 170            |      |
|                                                               | Fantasy        |      |
| I Got to Tell Somebody / Why Are You Leaving Me               | 652            | 1970 |
| Ain’t Nothing Going To Change Me / What is It?                | 658            | 1971 |
| I’m A Woman / Prove It                                        | 667            | 1971 |
| Black Girl / Innocent Bystanders                              | 687            | 1972 |
| Danger / Just a Matter of Time Till You’re Gone               | 696            | 1973 |
| Sweet Dan / Who Will Your Next Fool Be                        | 714            | 1974 |
| Try It You’ll Like It / Wondering                             | 725            | 1974 |
| Happy Endings / Keep It Up                                    | 738            | 1974 |
|                                                               | United Artists |      |
| True Love / You Can Do It                                     | 1200           | 1978 |

### US Vinyl-Langspielplatten
| Titel                          | Katalog-Nr.  | Jahr |
| ------------------------------ | ------------ | ---- |
| You’re No Good                 | Vee-Jay 1077 | 1963 |
| It’s in His Kiss               | Vee-Jay 1077 | 1964 |
| The Very Best of Betty Everett | Vee-Jay 1122 | 1965 |
| I Need You So                  | Sunset 5220  | 1968 |
| There’ll Come A Time           | UNI 73048    | 1969 |
| Starring Betty Everett         | Everest 2073 | 1970 |
| Love Rhymes                    | Fantasy 6004 | 1974 |
| Happy Endings                  | Fantasy 9480 | 1975 |
| Woman With Soul                | Vee-Jay 7307 | 1977 |

### Compact Disk
It’s In His Kiss (Vee-Jay, 2006)

Track: 1. It’s In His Kiss, 2. Hands Off, 3. You’re No Good, 4. June Night, 5. Hound Dog, 6. With You I Stand, 7. It Hurts To Be In Love, 8. Until You Were Gone, 9. The Prince Of Players, 10. I Need You So, 11. Chained To Your Love, 12. Down In The Country, 13. I Can’t Hear You, 14. Gettin' Mighty Crowded, 15. Gonna Be Ready, 16. The Real Thing, 17. The Shoe Won’t Fit